# Trémolo
Ne doit pas être confondu avec Vibrato.
 (novembre 2022).
Le trémolo (ou tremolo, terme italien signifiant « tremblant ») désigne soit un effet monophonique consistant en une variation répétitive du volume d'une seule note, soit une alternance polyphonique de deux ou plusieurs sons, souvent sous forme d'accords. 
Sa notation varie selon les instruments de musique. Il peut s'agir d'un tremblement (pour la voix), d'un roulement (pour les percussions), d'un coup de langue répété (pour les flûtes), d'un mouvement d'archet (pour les instruments à cordes frottées) ou de médiator (pour les instruments à cordes pincées), d'un mécanisme mécano-pneumatique (comme pour l’harmonium), ou encore d'une alternance rapide des doigts (pour le piano).
À l’instar du trille ou du vibrato, le trémolo est un ornement utilisé pour rendre un son ou un groupe de sons plus expressif. Il peut également être une technique permettant de produire un son prolongé sur des instruments incapables de soutenir une note, tels que le xylophone ou la mandoline.
Le trémolo peut être exécuté avec une vitesse d’articulation déterminée par la notation ou de manière plus libre, sans division rythmique précise, évoquant ainsi un frémissement ou une oscillation aussi rapide que possible.
Enfin, le trémolo peut être produit de manière électronique, intégré dans un amplificateur ou une pédale d'effet. Dans ce cas, il s'agit d'un effet audio qui fait varier cycliquement le volume sonore.

## Notation
L'alternance entre les sons répétés du trémolo peut être écrite en notes réelles, en croches, doubles croches ou triples croches comme dans Le trémolo : grande étude pour le pianoforte op. 61 de Charles Mayer (de), Le trémolo pour violon et piano op. 30 de Charles-Auguste de Bériot ou Tremolo in octaves pour piano de Maurice Strakosch (en).
Le trémolo est aussi indiqué par des abréviations d'une, deux ou trois barres qui coupent la hampe, le nombre varie selon la durée de la note. Dans le cas d'une ronde (qui n'a pas de hampe), les trois barres obliques du trémolo sont indiquées au-dessus ou en dessous de la note.
Si l'alternance est entre plusieurs sons, les barres sont dessinées entre les notes.
Le trémolo est parfois noté par l'abréviation « trem. ».

## Instruments de musique

### Voix
Le trémolo vocal est une vibration au niveau du larynx qui abrite les cordes vocales, contrairement au vibrato qui est une ondulation de la colonne d'air au niveau du diaphragme. Il est utilisé dans la voix parlée parfois involontairement, sous le coup d'une forte émotion (comme André Malraux lors de son discours du transfert des cendres de Jean Moulin au Panthéon[source secondaire nécessaire]), ou volontairement pour rendre un discours plus pathétique. 
D'un rendu très artificiel, cette vibration créée par la répétition rapide d'un ou de deux sons est peu employée en technique vocale après le XVIIIe siècle ( ou pas du tout), les exécutants préférant le vibrato naturel[réf. nécessaire]. Il est par contre un trait caractéristique du Stile concitato ou style agité typique de Claudio Monteverdi.

### Claviers
Certains instruments de musique mécanique, tels que le piano mécanique ou l'orgue limonaire, permettent d'obtenir un trémolo. 

### Cordes frottées
Au violon et plus généralement aux instruments à cordes frottées, le trémolo est obtenu en frottant les cordes très rapidement dans les deux sens à l'archet.

### Cordes pincées
En guitare classique comme en guitare flamenca, le trémolo est une technique de main droite. La forme générale est une note basse jouée avec le pouce, suivie d'une note aiguë jouée avec les autres doigts (index, majeur et annulaire) et répétée plusieurs fois rapidement. Le trémolo est appelé « arpège sur une corde »[réf. souhaitée].
La forme classique répète le schéma p a m i (pouce, annulaire, majeur, index), alors que la forme flamenco rajoute une note aiguë et a pour schéma p i a m i[réf. souhaitée]. Un des morceaux les plus célèbres se jouant avec cette technique est Recuerdos de la Alhambra de Francisco Tárrega.

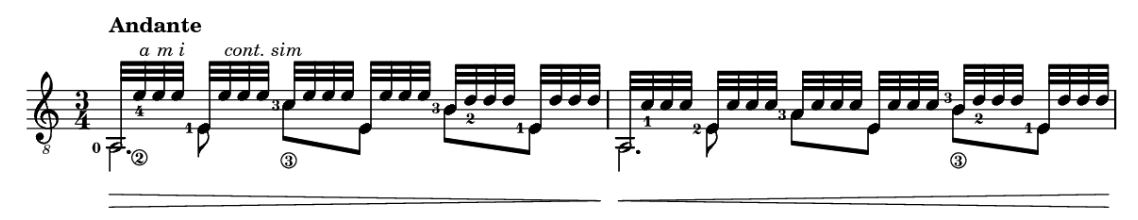
Premières mesures de Recuerdos de la Alhambra de Francisco Tárrega.

Le trémolo est majoritairement utilisé pour jouer les notes longues sur la mandoline ou le banjo avec le médiator (ou plectre). Il constitue l'une des caractéristiques de ces deux instruments où la résonance des cordes (presque absente surtout sur le banjo de sonorité "sèche") est insuffisante pour prolonger une note dans sa durée. C'est le cas aussi pour le psaltérion, la balalaïka et la domra, le bouzouki, le charango ou le quattro.

### Instruments à vent
Pour les instruments à vent, le flatterzunge est un roulement lingual et même « dental » utilisé pour produire certains effets spéciaux à la trompette, à la flûte traversière, au basson ou à l'harmonica donnant un effet de trémolo.

### Percussions
Par roulement des maillets : le xylophone et la marimba, le cymbalum et le hackbrett.
Par va-et-vient : les clochettes et grelots, le tambourin et maracas.

## Effet audio
Le trémolo est également un effet audio produit de manière électronique, par des pédales d'effets ou intégré dans des amplificateurs. On l'utilise sur des guitares électriques, des orgues Hammond ou des synthétiseurs. Il est souvent confondu avec le vibrato, qui est une variation de la hauteur d'une note. 

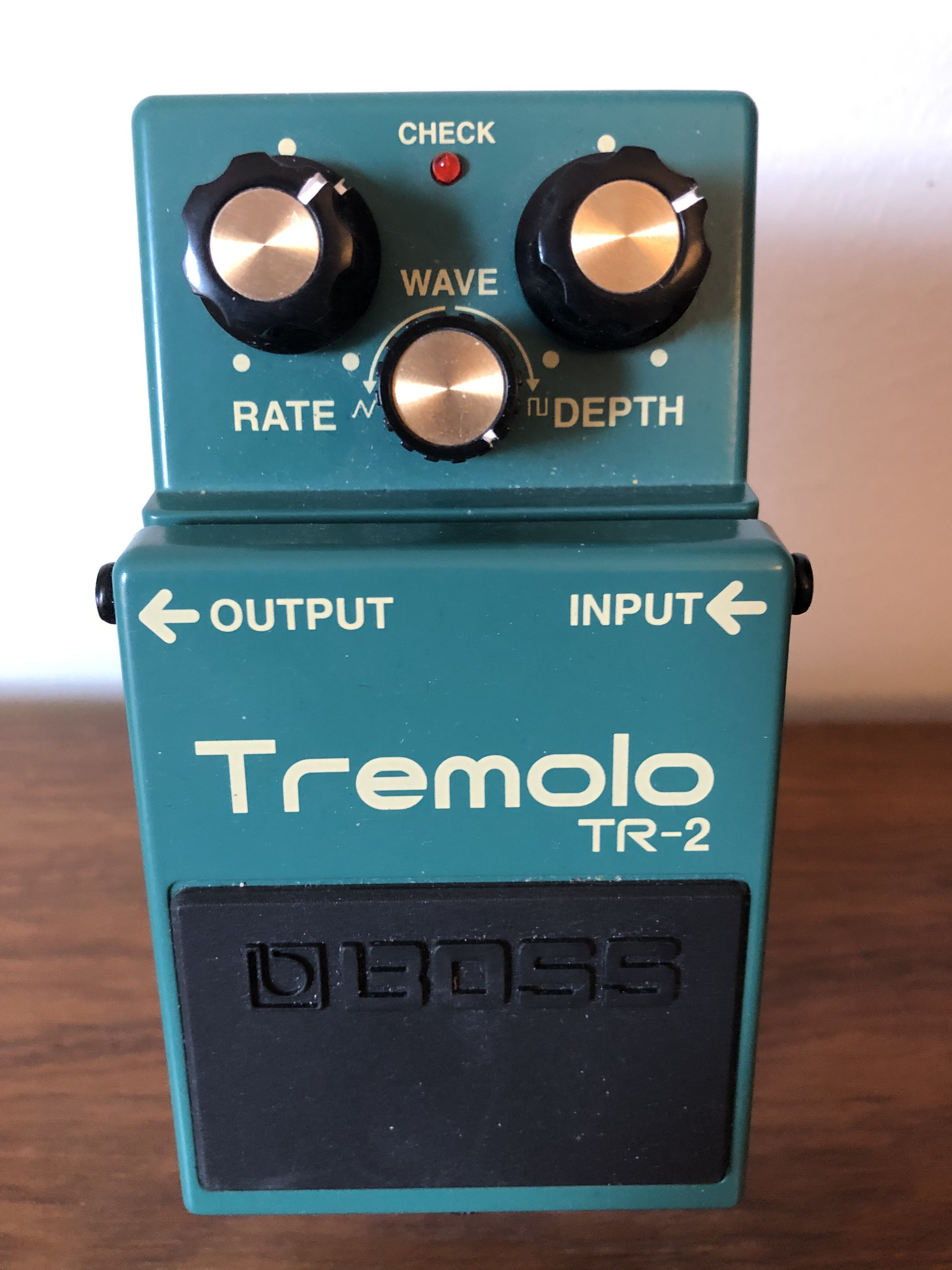
Pédale de tremolo Boss TR-2. Rate contrôle la vitesse, Depth la profondeur et Wave contrôle la forme d'onde, de triangulaire (gauche) à carrée (droite).

Un tremolo électronique comprend en général deux réglages : l'intensité de la modulation (jusqu'à quel niveau le volume diminue), et la vitesse de la modulation. Certaines pédales ou appareils comportent également un réglage de la forme de l'onde : sinusoïdale, triangulaire, carrée ou en dents de scie.